# Pozuzo
Pozuzo est un village et un district de la province d'Oxapampa et de la région de Pasco au Pérou. Le village, situé à une altitude de 739 mètres, est situé près de la rive gauche de la rivière Huancabamba, qui devient la rivière Pozuzo après son passage par le village. La population du village était en 2017 de 1 366 habitants. Pozuzo a été fondée en 1859 par des immigrants autrichiens et allemands ; des traces de la culture et de l'architecture allemandes ont survécu jusqu'au XXIe siècle. Pozuzo était isolée et restait difficile d'accès jusqu'en 1976, date à laquelle une route carrossable a été achevée, reliant le village à la ville d'Oxapampa, à 80 kilomètres au nord.

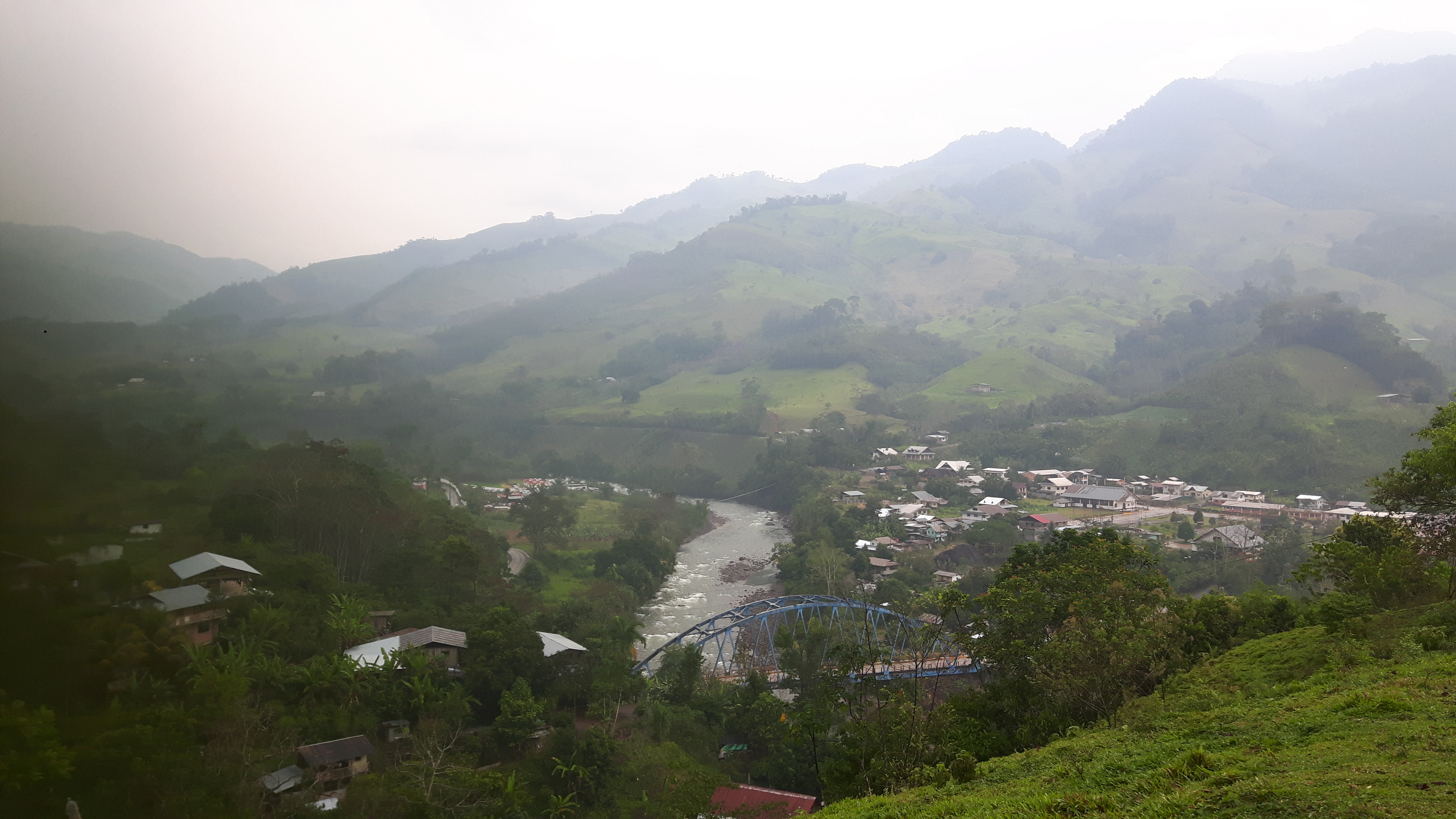
Prusia et la rivière Huancabamba, à l'entrée du le district de Pozuzo.

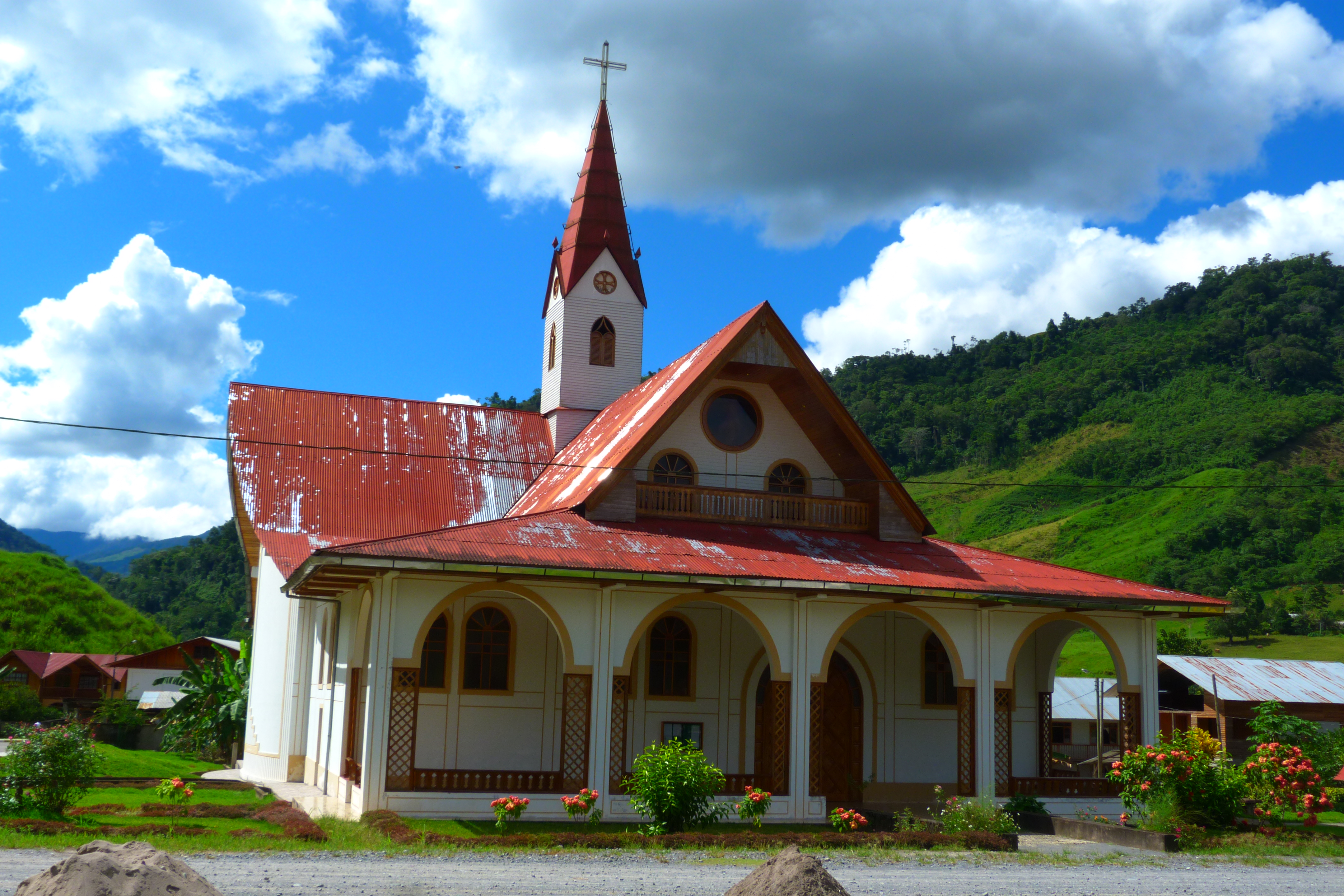
L'église de Prusia, au sud de Pozuzo.

## Histoire
En 1855, le président péruvien Ramón Castilla signe un accord avec le voyageur allemand Kuno Damian von Schütz-Holzhausen afin qu'il recrute 10 000 Allemands et Autrichiens pour émigrer au Pérou et établir des colonies sur les flancs orientaux des Andes. Le gouvernement péruvien accepte de payer les frais de passage des émigrants depuis l'Europe jusqu'au Pérou, ainsi que les frais de transport par voie terrestre jusqu'à Pozuzo et d'autres zones désignées pour leur installation. À leur arrivée à Pozuzo, chaque famille recevrait 40 hectares de terres agricoles. Les hommes célibataires recevraient 24 hectares.
Schütz se rend en Allemagne en 1856 pour recruter des colons et rassemble un groupe de 302 personnes, environ 200 Tyroliens et 100 Mosellans et Prussiens. La plupart des colons étaient des paysans pauvres et des artisans avec des familles nombreuses. Le groupe quitte Anvers le 26 mars 1857 et arrive au port de Callao, au Pérou, le 8 août 1857. À son arrivée, Schütz constate que le gouvernement péruvien avait peu fait pour préparer l'arrivée des colons et leur transport à Pozuzo. Les colons entreprennent un voyage difficile à pied et à dos de mulet pour atteindre Pozuzo, en partant du port de Huacho, atteignant une altitude de plus de 4 700 mètres, jusqu'à Pozuzo. La ville est fondée en 1859 par 172 des 302 colons d'origine. Beaucoup avaient déserté en route ou étaient morts ou avaient été tués pendant le voyage.
Pozuzo était l'une des rares colonies allemandes du bassin amazonien du Pérou au XIXe siècle à avoir survécu et prospéré. En 1889, Pozuzo comptait 565 habitants, presque tous agriculteurs (tabac, café, coca et riz). En 1891, des colons venus de Pozuzo fondent la ville d'Oxapampa, qui éclipse rapidement Pozuzo en termes de population.
Au fil des années, l'héritage germanique du peuple de Pozuzo est dilué par les mariages mixtes et l'immigration en provenance des Andes et des populations indigènes locales. En 2005, seulement 15 pour cent des 4 000 habitants du district de Pozuzo déclaraient avoir des origines allemandes. La même année, le premier maire non germanique de la ville est élu, un homme d'origine andine.